# Шакра (буддизм)
Шакра, Сакка (санскр. शक्र, Sakra; пали सक्क, Sakka) — правитель мира тридцати трёх богов в буддийской космологии. Его также называют «Шакра, Владыка дэвов» (IAST: Śakra devānāṃ indraḥ; пали Sakka devānaṃ inda). Имя Шакра («могущественный») как эпитет Индры встречается в нескольких стихах Ригведы.
В восточноазиатских традициях Шакра известен как кит. трад. 帝釋天, пиньинь Dìshìtiān или кит. трад. 釋提桓因, пиньинь Shìtí Huányīn, как яп. 帝釈天 (Тайсякутэн) в Японии, как кор. 제석천) в Корее. В китайском буддизме Шакра иногда отождествляется с даосским нефритовым императором (кит. трад. 玉皇大帝, пиньинь Yùhuáng Dàdì , часто упрощённо до кит. трад. 玉皇, пиньинь Yhuáng); у обоих день рождения приходится на девятый день первого лунного месяца китайского календаря (обычно в феврале).
Под именем Индры Шакра известен как царь дэвов в индуизме и буддизме. Это наиболее выдающееся божество в ведийском пантеоне, великий бог-громовержец, который водит дэвов в битвы против демонов и правит богами и людьми. Согласно буддийской космологии, небеса Таватимса, где правит Сакка, расположены на вершине горы Меру, полярного центра физического мира, вокруг которого вращаются Солнце и Луна. Таватимса — одно из небес, непосредственно контактирующее с человечеством. Несколько историй о Шакре можно найти в джатаках, а также в нескольких суттах Палийского канона.
В литературе часто встречается эпизод, как Шакра в том или ином обличье советуется с Буддой по вопросам морали. Вместе с Брахмой он считается дхармапалой — защитником дхармы.

## Этимология
«Шакра» (санскр. शक्र, Sakra) — означает «могучий» или «могущественный», и это имя используется как эпитет Индре в Ригведе и Атхарваведе.  

## Тхеравада
В раннем буддийском пантеоне Сакка был правителем богов (пали devānam indo) в небесном мире (дэвалока) Таватимса, и последователем Будды. В Палийском каноне в Саккапанха сутте (ДН 20) пересказана длинная беседа между Буддой и Саккой, которая закончилась тем, что Сакка стал вступившим в поток. В Дхаджагга сутта (СН 11.3) Будда даёт практику памятования о Трёх Драгоценностях для преодоления страха, рассказывая для сравнения о Сакке, который призывал дэвов обрести мужество перед битвой с асурами, посмотрев на навершие знамени. 
У Сакки много имён:
- поскольку он одаривает щедро и основательно (пали sakkaccam), его называют Сакка;
- имя Магхава связано с его прошлой жизнью, в которой он был человеком по имени Магха;
- поскольку иногда он подносит подарки, его называют Пуриндада;
- его зовут Васава, потому что он раздаёт места обитания (пали āvasatham);
- в одно мгновение он способен подумать о тысяче вещей, поэтому его имя Сахассаккха (также Сахассанетта);
- как муж женщины-асура Суджи, он зовётся Суджампати;
- как предводителя дэвов его называют Дэванам Индо;
- иногда встречается обращение Косия;
- его также называют Яккхой.

Сакка не является абсолютным монархом, а предстаёт в образе вождя клана Косала. Среди дэвов Таватимсы он скорее первый среди равных, превосходя остальных в десяти вещах: продолжительности жизни, красоте, счастье, славе, власти и в степени развития пяти чувств (зрение, слух, обоняние, вкус и осязание). Асуры называют его Джара Сакка.

### Сакка в Палийском каноне
Сакке посвящена целая глава Самьютта-никаи — Сакка саньютта, в которой описаны его характер, история обращения в буддизм и борьба с предводителями асуров – Вепачитти и Верочаной. В отличие от асуров, которые правят силой и подавлением, Сакка праведен, терпим и полон сострадания к агрессорам. Эта часть Палийского канона представляет Сакку идеальным буддистом-мирянином, который стал царём богов благодаря исполнению семи обетов, данных им в прошлой жизни, когда он был человека по имени Магха. В трёх суттах Сакка объясняет причины своей приверженности к Будде, Сангхе, и даже праведным мирянам. В последних трёх суттах Будда приводит монахам такие качества Сакки как терпимость и способность прощать в качестве образца для подражания.
В первой и второй суттах Сакка саньютты Сакка восхваляет энергию (вирья), в третьей порицает робость, в четвертой проявляет терпение к своему врагу, в пятой выступает за преодоление гнева добротой; в шестой — за доброту к животным; в седьмой — осуждает хитрость, даже по отношению к врагам; а в девятой — проповедует вежливость и почтение к мудрым. В одиннадцатой главе описаны семь жизненных привычек, которые привели его к нынешнему выдающемуся положению. Двенадцатая и тринадцатая главы повторяют описание и объясняют его титулы. В четырнадцатой главе Сакка говорит, что новые боги затмевают прежних, потому что следуют учению Будды. В пятнадцатой главе он описывает место обитания араханта, как самое прекрасное; в шестнадцатой восхваляет подношения монашескому ордену. В семнадцатой главе Сакка возносит хвалу Будде, но брахма Сахампати говорит ему, что он выбрал не те качества для восхваления. В 18—20 главах он говорит, что в то время как земные брахманы и дворяне и боги мира Катуммахараджика и Таватимсы поклоняются ему, он в свою очередь поклоняется хорошим людям и арахантам. Главы 21, 22, 24 и 25 направлены против гнева.
Эти и другие тексты показывают, что ранние буддисты считали Сакку добрым и справедливым божеством с хорошим характером, но далёким от совершеннства и не очень мудрым. Его недостатки многочисленны: несмотря на очень большую продолжительность жизни (согласно джатакам его жизнь длится тридцать миллионов и шестьдесят раз по сто тысяч лет), Сакка всё еще подвержен смерти и перерождению (упоминается, что Сунетта тридцать пять раз перерождался как Сакка). Сакка не свободен от трёх губительных пороков — жажды, ненависти и невежества, а также беспокойства. Он робок, может впасть в панику и обратиться в бегство.
Сакка играет важную роль в нескольких джатаках. Комментатор Буддхагхоша считает, что Сакка тождественен Ваджрапани.

### Сакка и Будда
В Саккапаньха сутте ДН 21 повествуется о том, как Сакка посетил Будду в Ведиягири и задал ему ряд вопросов. Перед этим он послал к Будде гандхаббу (небесного музыканта) Панчасикху, чтобы тот сыграл ему на своей лютне, спел и испросил для него разрешение на визит. Именно Сакка передал Панчасикхе лютню Белувапандувину. В комментарии говорится, что Сакка был самым ревностным из дэвов в исполнении своих обязанностей перед сасаной (учением). В Сакка паньха сутте ДН 21 Сакка признаётся , что он также посещал других браминов и затворников. Те были рады его видеть и говорили, что они не могут быть ему наставниками — это он должен был учить их тому, что знал сам. Однако посещение Будды в Ведиягири имело особую цель. Сакка почувствовал, что его жизнь подходит к концу, был напуган и хотел попросить у Будды помощи. Комментарий добавляет, что во время беседы с Буддой Сакка умер и возродился новым и молодым Саккой и только сам Сакка и Будда знали о случившемся. Комментарий продолжает, что Сакка стал «уддхам сота», идущим по пути анагамина. Утверждается, что в этом качестве он будет жить в Авихе, первом из миров рупа-локи, чистых обителей, тысячу кальп, в Атаппе (второй мир рупа-локи) — две тысячи, в Судассе (третий мир рупа-локи) — четыре тысячи и закончит свою жизнь в мире несравненных дэвов Аканиттхе (высший мир рупа-локи), после того как насладится жизнью в мирах Брахмы в течение тридцати одной тысячи кальп.  
В Чулатанкхасанкая сутте МН 37 Сакка задаёт Будде вопрос об искоренении жажды. Получив ответ, он удаляется. Желая узнать, понял ли Сакка учение, один из главных учеников Будды Маудгальяяна посещает его и задаёт ему вопросы. Сакка уклоняется от ответа и показывает гостю великолепие своего дворца Веджаянта. Затем Маудгальяяна пугает его проявлением силы иддхи, и Сакка слово в слово повторяет ему ответ Будды. Маудгальяяна уходит удовлетворённый, а Сакка говорит своим служанкам, что Маудгальяяна — «его товарищ» в высшей жизни, подразумевая, вероятно, что он сам — сотапанна и, следовательно, близок араханту.  
Сакка был свидетелем многих важнейших моментов жизненного пути Будды. В некоторых версиях биографии говорится, что он присутствовал при рождении Сиддхартхи. Также считается, что во время великого отречения принца, когда тот отрезал свои волосы и подбросил их в воздух, именно Сакка поймал пучок и поместил его на небесах Таватимсы в Чуламаничетию (пали Cūlāmanicetiya), создав таким образом, первую культовую реликвию. Он присутствовал возле дерева Бодхи, дуя в свою Виджаюттара-санкху, когда Мара пытался помешать Будде достичь просветления. Когда Будда принял приглашение царя Бимбисары отобедать в его дворце, Сакка, в облике юноши, шёл перед Буддой и сопровождавшими его монахами по улице до дворца, воспевая хвалу Будде. Когда Будда после совершения Двойного чуда возвращался с небес Таватимсы, Сакка создал для него и его свиты три лестницы — из золота, серебра и хрусталя.     
Когда Будда посетил Весали, чтобы избавить город от эпидемии, присутствие Сакки отогнало злых духов и таким образом облегчило задачу Будды. Когда Будда и его монахи пожелали проехать сто лиг, чтобы посетить Чулу Субхадду в Уггапуре, Сакка предоставил им павильоны (пали kūtāgāra), в которых они могли путешествовать по воздуху. Однажды случилась засуха, пруды в Джетаване совсем обмелели, а Будда пожелал искупаться. Тогда Сакка немедленно вызвал дождь, и пруды наполнились. Сакка защитил Будду от обвинений Чинчи Манавики, которая солгала, будто провела с ним ночь.    
Во время последней перед паринирваной болезни Будды, Сакка прислуживала ему, выполняя самые незначительные поручения, например, выносил сосуд с экскрементами. То же самое он делал и для других святых, например, для Шарипутры. В Удане есть рассказ о том, как Сакка принял облик бедного ткача, а Суджа — его жены, чтобы подать милостыню Махакашьяпе, который только что закончил медитацию.    
Наконец, Сакка присутствовал как при просветлении Будды, так и при его паринирване. Согласно Махапаринибана-сутте ДН 16, в этот момент он произнёс следующие слова, который стали частью ритуала буддийского погребения:    
Как непостоянны все сотворенные вещи!
Их природа: рождение и смерть.
Созидаясь, они разрушаются.
Счастье тем, кто полностью избавился от них!
Когда после кремации брахман Дона распределял реликвии, Сакка заметил, как тот спрятал правый зуб Будды в свой тюрбан. Понимая, что Дона не в состоянии оказать реликвии должные почести, Сакка забрал зуб и положил его на хранение в Чуламаничетию на небесах Таватимса. А когда царь Аджатасатту готовился передать на хранение свою долю реликвий, Сакка отдал приказ установить для их защиты валасангхатаянту (пали vālasanghātayanta, возможно, вращающееся колесо).    

### Помощь людям
Сакка оказывал помощь не только Будде, но и его последователям. Так он помогал беднякам обрести заслуги, предоставляя им средства, чтобы они могли совершить дану. Он пришёл на помощь четырём семилетним послушникам — Санкикке, Пандите, Сопаке и Ревате, — голодавшим по вине брахмана и его жены. Когда саманера Пандита был полон решимости достичь архатства, Сакка послал четырёх Небесных царей отогнать птиц, заставил божество Луны заслонить светило и сам стоял на страже у дверей кельи, чтобы монаха не потревожили. Часто, когда какой-нибудь монах обретал духовное достижение, Сакка был рядом, выражая радость и оказать ему честь, как, например, в случае в Махапхусой. Помимо монахов Сакка помогал также выдающимся мирянам, например, Джотике, для которого он построил великолепный дворец и окружил роскошью. Если добрый человек попадал в беду, Сакка всегда был готов прийти на помощь. Например, когда Чаккхупала ослеп, Сакка отвел его за руку в Саваттхи. В джатаках можно найти много подобных примеров (Дхаммаддханья, Гуттила, Каччани, Киннари Чанда, Самбула, Куса, мать Махаянаки, мать Чандакумары, Чанда и Махосадха).     
В джатаках есть много примеров, как Сакка помогал отшельникам найти места для уединения (Куддала пандита, Хаттхипала, Айогхара, Джотипала, Сутасома, Дукулака, Парика и Вессантара). Сакка мог напугать нерадивых, о чём повествуют Вигхаса джатака 393 и Сомадатта джатака 211. В палийских текстах Сакка представлен хранителем нравственного закона в мире. Если павитель становится неправедным, Сакка устрашиает его и заставляет творить добро вместо зла. Он покровительствует хорошим людям, а наиболее выдающихся приглашает к себе на небеса, посылая за ними своего возницу Матали и оказывая им всяческие почести. Иногда Сакка отвечает на мольбы бесплодных женщин (Сумедха, Силавати, Чандадеви) и посылает им потомство.    

### Сакка и другие существа
Считается, что младшие боги советуются с Саккой по поводу своих проблем, как, например, было в случае с божеством четвёртых ворот Анатхапиндики, который навлек на себя неудовольствие этого знаменитого благодетеля Будды и сангхи, посоветовав ему воздержаться от излишней щедрости. Кроме того, он разрешает споры, возникающие между дэвами.    

### Детали
В более поздних книгах содержится много дополнительной информации о Сакке. Говорится, что его город  с золотыми улицами имеет протяженность в тысячу лиг. Сакка живёт во дворце Веджаянта (пали Vejayanta) и правит одноимённой колесницей. Высота дворца составляет тысячу лиг, в его раю растёт дерево Париччхаттака (пали Pāricchattaka), у него есть белый зонт с золотым венком. В мирное время Сакка ездит на великолепном слоне Айравате, а на войну отправляется на Велаянте ратхе (пали Velayanta ratha). Трон Сакки Пандукамбаласиласана (пали Pandukambalasilāsana) сделан из жёлтого мрамора; когда жизнь Сакки подходит к концу, или его заслуги исчерпаны, или когда какое-нибудь могущественное существо молится, трон становится горячим. Как и все божества, Шакра долгожитель, но всё же он смертен. Когда один Шакра умирает, его место занимает другое божество, которое становится новым Шакрой.
В Сарабханда джатаке 522 упоминаются три дочери Шакры — Саддха, Хири и Сири. В путешествиях его всегда сопровождает супруга Суджа, дочь главы асуров Вепачитти (пали Vepacitti). Несмотря на эти отношения, тридцать три бога и асуры обычно находятся в состоянии войны, которое Шакре удается разрешить с минимальным насилием и без человеческих потерь. Особым другом Сакки был Весавана и когда один Вессавана умирал, обязанностью Сакки было назначить ему преемника. Постоянный спутник и возничий Сакки — Матали. Его главный подручный — Виссакамма.  Свита состоит из двадцати пяти миллионов слуг и пятиста прекрасных нимф (пали kakutapādiniyo). У Сакки есть специальное оружие — ваджиравудха (пали Vajirāvudha) и барабан аламбара (пали ālambara).

## Махаяна
В четвёртом коане Книги спокойствия Шакра играет центральную роль.
В Махапаринирвана-сутре махаяны в ответ на смерть Будды Шакра произносит строфу, в которой признаёт Четыре благородных истины. Она идентична палийской формуле из соответствующей сутты.
В китайской буддийской традиции Шакра признан одним из двадцати четырех дэвов-хранителей.

## Иконография
В тхеравадинской традиции Юго-Восточной Азии Сакку изображают с синей или чёрной кожей. В южноазиатском искусстве таким образом обычно обозначают смуглый цвет лица или перерождение в аду. В буддийской иконографии Шакру изображают выражающим почтение Будде во всей славе и величии, в царском головном уборе, верхом на слоне Айравате.

## В популярной культуре
Шакра несколько раз появляется в популярной культуре, в том числе:
- персонаж мобильной игры Monster Strike;
- злодей в китайском комиксе Fung Wan;
- злодей в манге RG Veda;
- Индра Ооцуцуки из серии Наруто имеет прототипом Шакру. Его младшего брата зовут Асура, что обыгрывает миф о битве между дэвами и асурами;
- Возможно Ками и мистер Попо из сериала «Жемчуг дракона» связаны с Шакрой. Имя г-на Попо фонетически похоже на китайское произношение Сахасакха (婆婆Попо ), эпитетаШакра. Роль Ками как божества-хранителя также похожа на отношения Шакры с человеческим миром. Это также подтверждается функцией Смотровой площадки, храма Ками, который напоминает небеса Таватимсы. Традиционно это небо изображается в виде плоской поверхности на вершине горы Сумеру. На Смотровой площадке расположены тридцать два дерева, что соответствует количеству дворцов в Таватимсе (не считая тридцать третьего, дворца Шакры, примером которого является гиперболическая камера времени).